# إسكرا
إسكرا (بالروسية: Искра) تعني باللغة العربية "الشرارة"، هي صحيفة روسية كان يصدرها لينين خارج روسيا لنشر الأفكار الاشتراكية. في عام 1901، قام جوزيف ستالين بتوزيع العدد الأول منها بشكل سري، وقد قاد ستالين وكيتشوفيللي وكراسين الجناح الراديكالي في الحزب الاشتراكي الديمقراطي في جورجيا وحصلوا على المطبعة التي طبعت الإسكرا بواسطتها.